# カモフラージュ

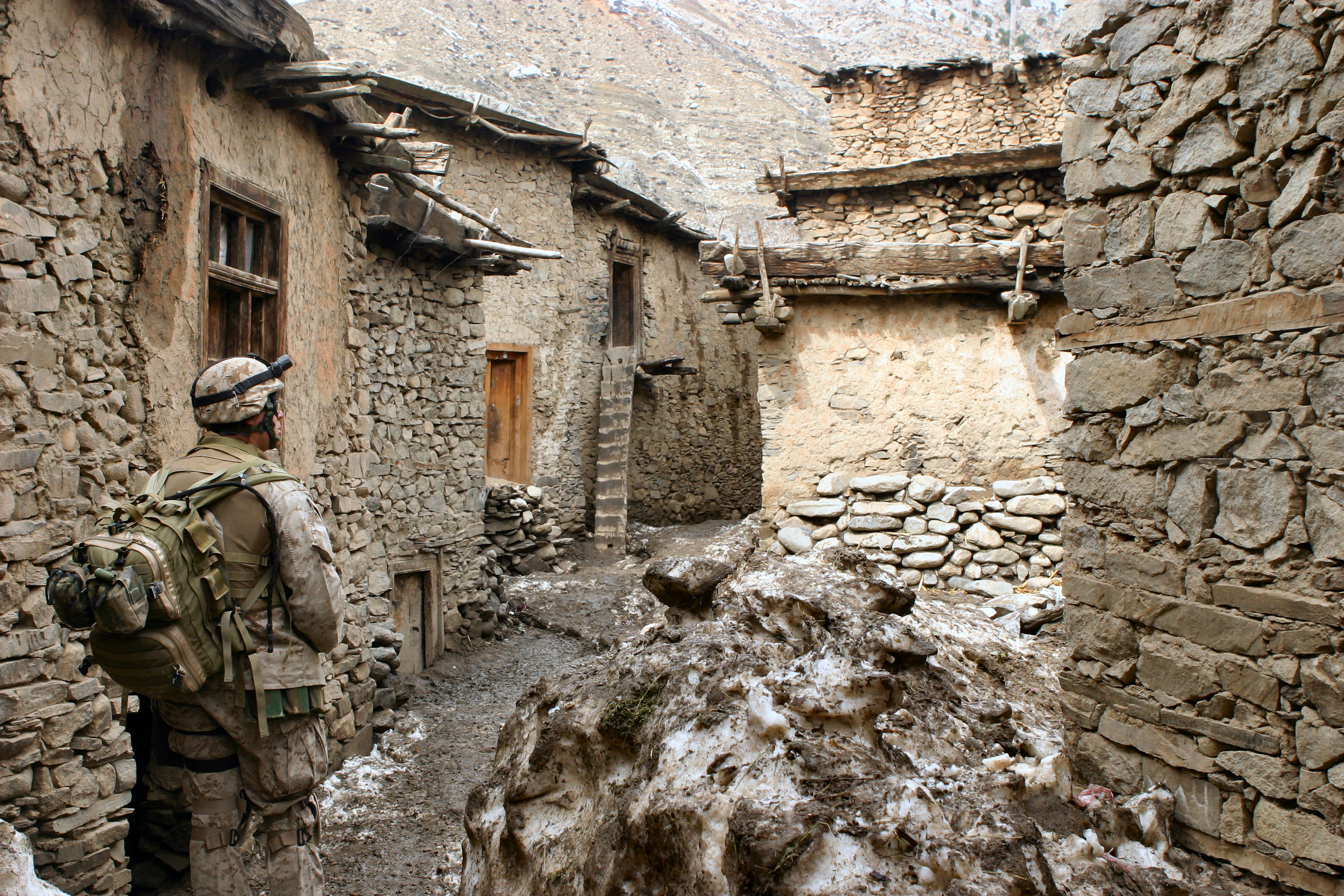
アフガニスタンの町を歩くアメリカ海兵隊員。衣服や装具の迷彩が効果を発揮している様子が分かる。

カモフラージュまたはカムフラージュ（仏: camouflage）は、周囲の風景に溶け込むことにより、敵の視を欺き、対象を発見されないようにする方法のことである。カモフラージュの対象には、戦車・艦船・軍用機を始めとする兵器・兵士のほか、建造物も挙げられる。
カモフラージュとして代表的なものに迷彩があるが、他にもさまざまな技術がある。

## 目的
カモフラージュの目的は、軍事においては、大きく2つある。まずは、敵から発見されないようにすること、次に敵に大きさ・速力・進行方向などを誤認させ、敵の砲爆撃をさけることにある。前者は主に地上部隊・軍用機や建造物に考慮され、後者は艦船などに考慮される。

## カモフラージュの例

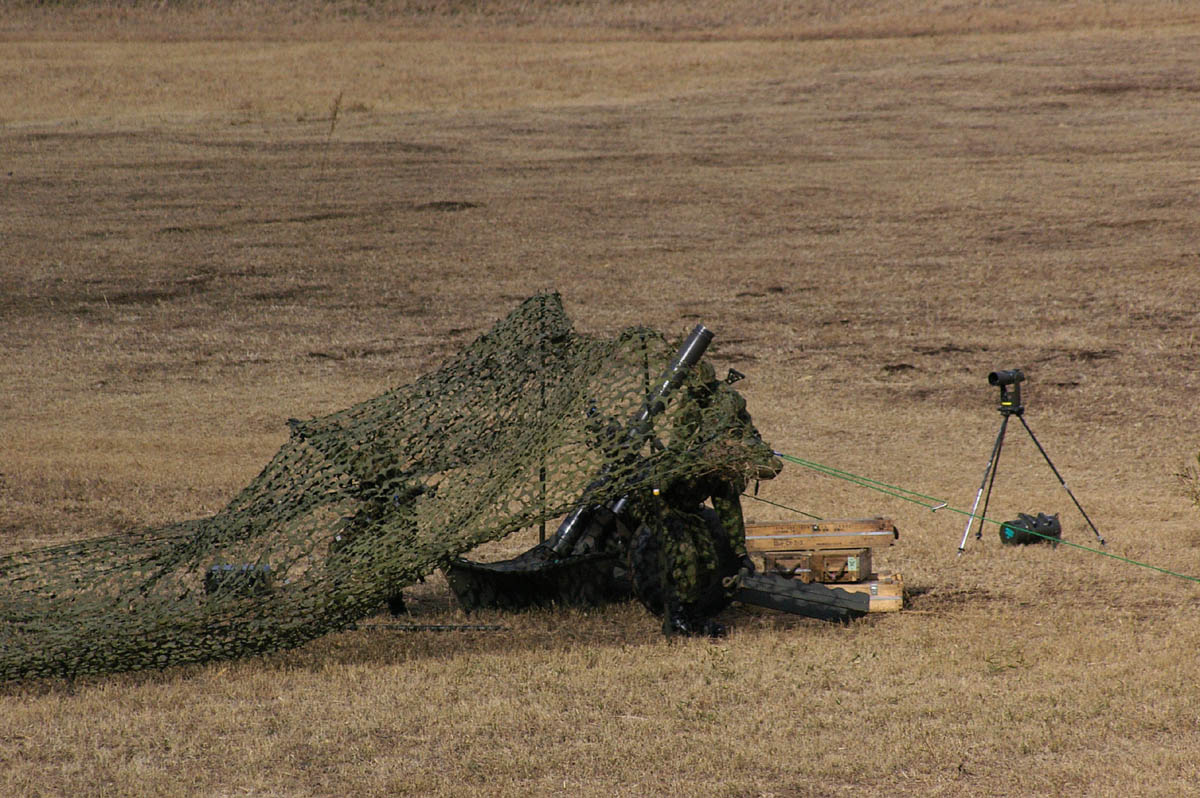
陸上自衛隊の120mm迫撃砲 RTのカモフラージュ（偽装網を使用）

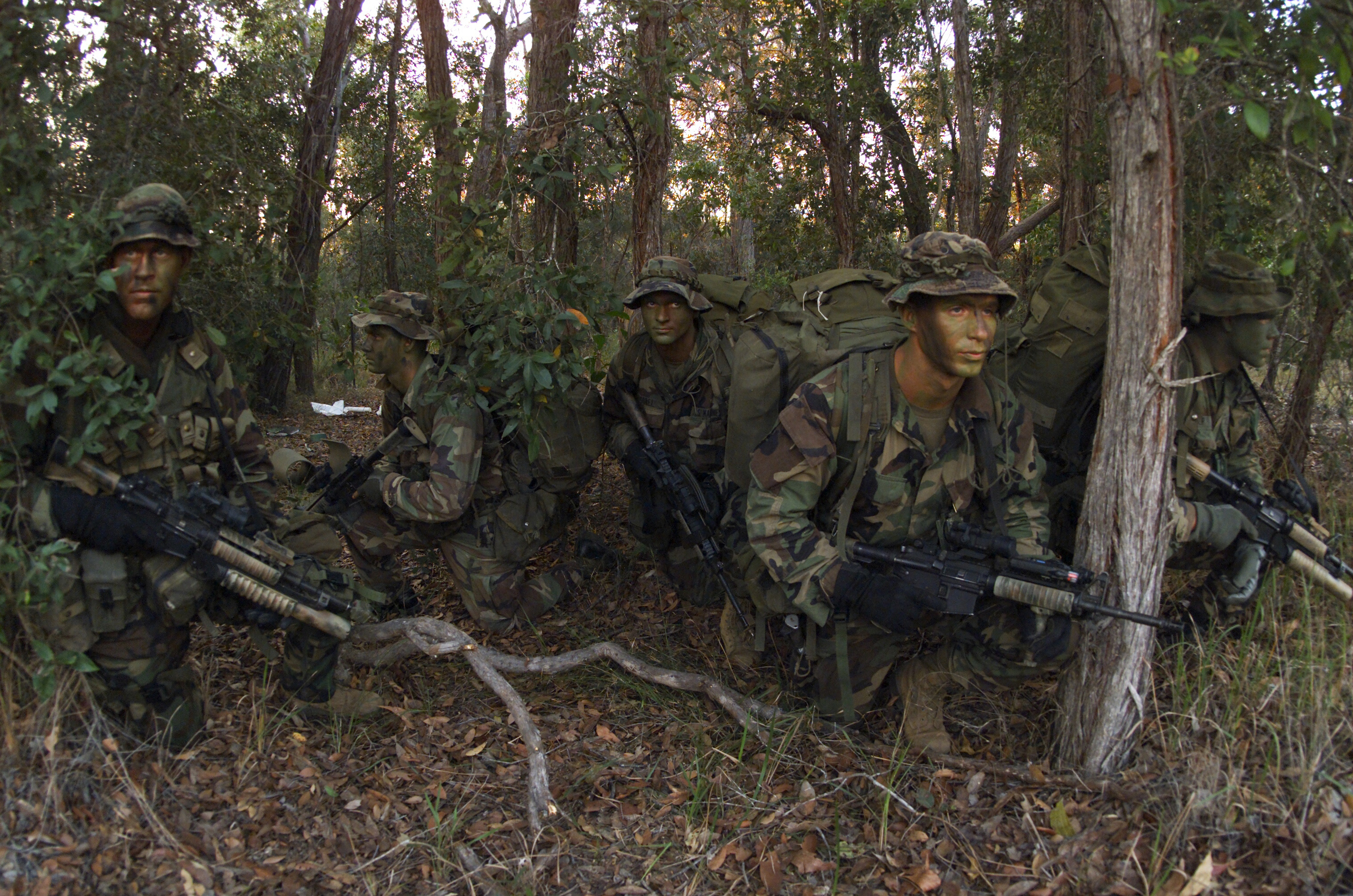
演習開始を待つアメリカ海兵隊の偵察兵。顔や首筋の地肌にペイントを施し、迷彩の衣服・装具を身に付け、周囲の植生に溶け込んでいる

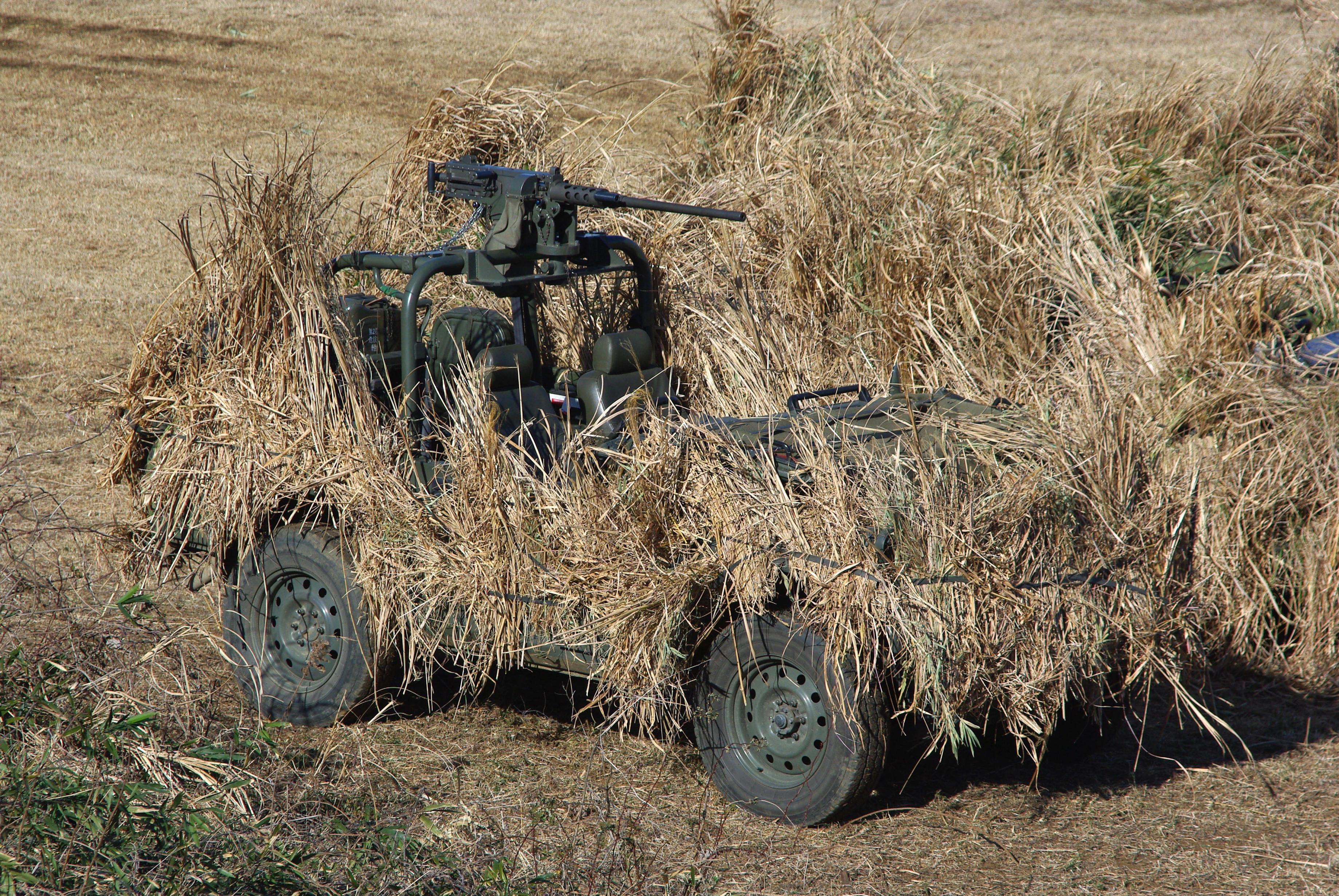
草や枝で偽装を施している陸上自衛隊の73式小型トラック

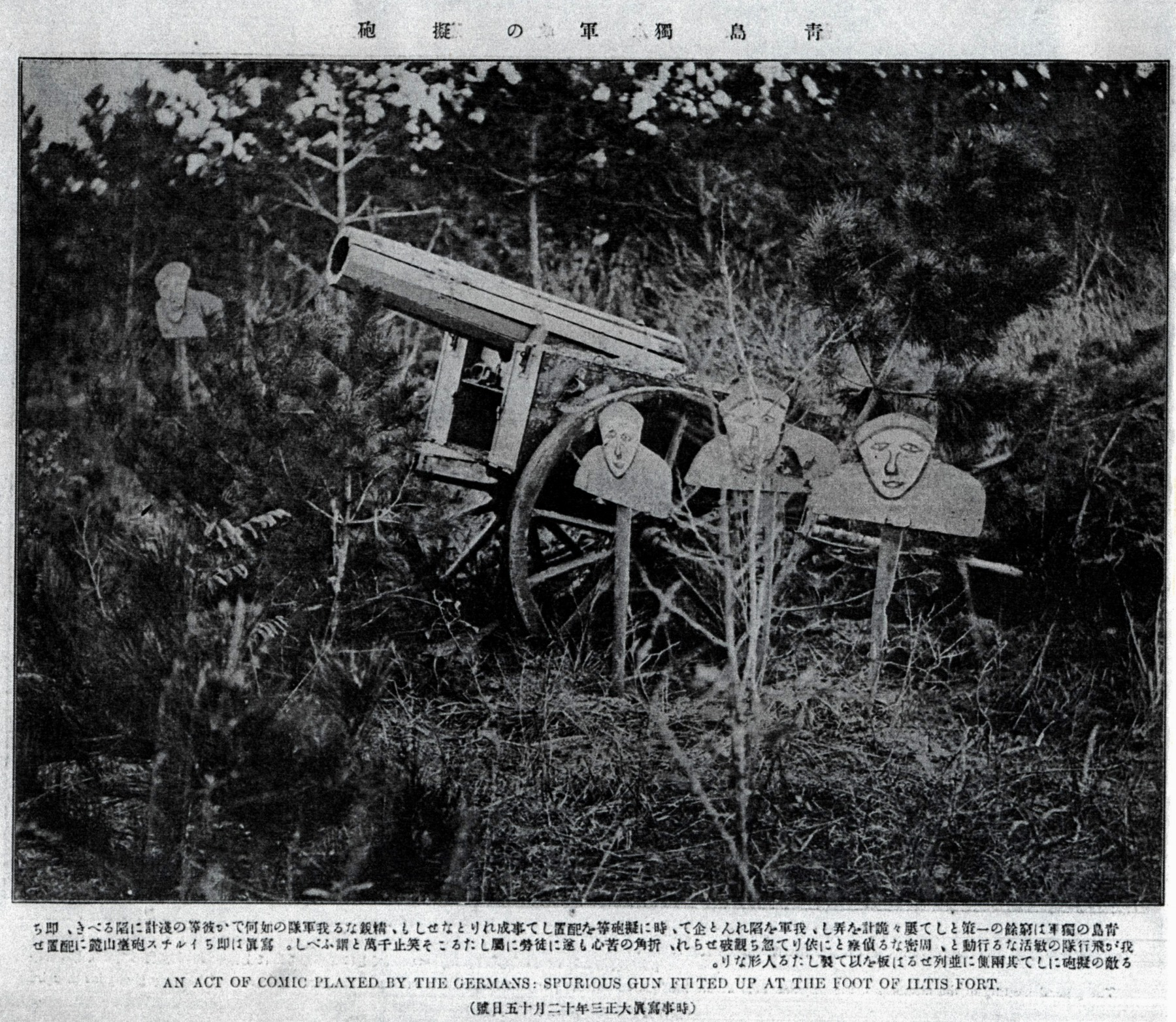
青島の戦いでドイツ軍が日本軍に対してイルチス砲台に用意した、擬砲と偽の兵隊(1914年)

- 偽形・偽態など外形を他物に似せる
- 遮蔽などで目的物を隠す（全遮蔽・半遮蔽）
- 輪郭・陰影の抹消・光沢の除去
- 樹木・植物などの移植、それによる遮蔽
- 塗装などによって迷彩を施す

### その他
兵士にとっては、戦闘服の迷彩が重要なカモフラージュだが、現地の植物をくくりつけたネットを被ったり、ギリースーツを着用することもある。ただし、ただの塗装やネットのみでは、現代の温度差を感知できる赤外線カメラによって簡単に見破られてしまうため、服・ネットは赤外線をも欺瞞できるものが主流となっている。また肌の色の濃淡を問わず、顔面から耳・首筋、手首といった露出する部位にドーランを塗ることも行われる。これによって素肌が光を反射することを防ぐことができる。
海の色合いに似せた青系の迷彩は『アクアフラージュ』とも呼ばれる。
第二次世界大戦のドイツでは、入り江の形をごまかして港に投下される爆弾をそらすようにしたこともある。

### 民間での例
民間でのカモフラージュ活用例として、発表前の新型自動車を走行テストする際に、その車種が何であるかを部外者にわからせないための欺瞞として、外見を他社製車種に似せたり、デザインの鍵となるボディラインを判別しにくくする複雑な縞模様のペイントを用いることがある。
また、景観保護の観点から、山間部に置く携帯電話の中継アンテナを木のように見せたり、焼却処分場の巨大な煙突に空の色や模様を塗り存在感を抑えるといったことも行われている。
また、カモフラージュや迷彩を取り入れたファッションや芸術作品の例も数多くある。

## カモフラージュの今後
特にレーダーに対するカモフラージュとして、ステルス性の実装が進められている。また、目の錯覚や心理面をも応用したカモフラージュの研究も盛んである。